# Heinkel He 70
Le Heinkel He 70 était un avion monomoteur allemand des années 1930, effectuant des missions de liaison, transport de courrier et passagers, de formation et bombardier. Il eut une carrière commerciale relativement brève, avant d'être remplacé par des appareils pouvant transporter plus de passagers. Il n'eut pas un grand succès comme avion de combat car il devint rapidement obsolète. Néanmoins, le He 70 était d'une conception brillante pour son époque, établissant pas moins de huit records mondiaux de vitesse au début de 1933.

## Conception et développement
Le Heinkel He 70 Blitz a été conçu au début des années 1930 pour servir d'avion postal rapide à la Lufthansa. Le He 70 a été conçu en réponse à la demande de la Lufthansa d'un avion plus rapide que les Lockheed Vega et Orion (utilisés par Swissair) sur des liaisons courtes. C'était un monoplan à voilure basse, avec comme principales caractéristiques de conception révolutionnaire son aile elliptique, que les frères Günter (en) avaient déjà utilisée sur le Bäumer Sausewind (en), avion de sport biplace, avant de rejoindre Heinkel, et ses petites surfaces de contrôle arrondies. Afin de répondre aux exigences de vitesse, la conception réduit la traînée, avec des rivets fraisés donnant un fini de surface lisse et un train d'atterrissage escamotable, une nouveauté sur un avion allemand. Il était propulsé par un moteur moteur V12 BMW VI, refroidi par de l'éthylène glycol, plutôt que de l'eau, permettant un radiateur plus petit et donc de réduire la traînée. Le pilote et l'opérateur radio étaient assis en tandem et la cabine accueillait quatre passagers sur deux doubles sièges face à face.
Le premier prototype vola le 1er décembre 1932 et a révélé d'excellentes performances, établissant huit records du monde de vitesse sur distance, et atteignit la vitesse maximale de 377 km/h.

## Histoire opérationnelle
La Lufthansa a exploité le He 70 entre 1934 et 1937 pour le service de vol rapide reliant Berlin à Francfort, Hambourg et Cologne ainsi que de Cologne/Hambourg. Les HE-70 de la Lufthansa ont effectué des vols à l'étranger de Stuttgart à Séville entre 1934 et 1936. Les avions restant ont été transférés à la Luftwaffe en 1937.
Vingt-huit avions ont été envoyés avec la Légion Condor, dans laquelle ils ont été utilisés pendant la guerre civile espagnole comme avion de reconnaissance rapide. Leur grande vitesse leur a valu le surnom Rayo (foudre).
Le He 70K (plus tard, He 170), une version de reconnaissance rapide, a été utilisée par la Royal Air Force hongroise au début de la Seconde Guerre mondiale en 1941-42. La Luftwaffe a exploité le He-70 à partir de 1935, d'abord comme bombardier léger et avion de reconnaissance, puis comme avion de liaison et avion postal.
La principale faiblesse de la conception du He 70 est vite devenue évidente. La cellule du He 70 a été faite d'« electron metal », appellation désignant un alliage de magnésium très léger, solide, qui brûle spontanément dans l'air lorsqu'il est chauffé et ne s'éteint que lorsqu'il est recouvert de sable. Un simple impact de mitrailleuse légère suffisait à enflammer l'avion entier, tuant l'équipage. Les He 70K de la flotte hongroise ont été rapidement supprimés et remplacés par un millésime à aile haute He 46 monoplans jusqu'à ce que les modernes Bf 109, avions de chasse-reconnaissance et les Fw 189 « Uhu » avions spécialisés dans l'observation à altitude moyenne, puissent être utilisés.

## Influence
Alors que le He 70 n'a eu qu'un rôle d'avion de formation au cours de la Seconde Guerre mondiale, il a été le premier Schnellbomber de la Luftwaffe et a servi comme précurseur à la majorité des bombardiers impliqués à la fois dans la bataille d'Angleterre et de l'attaque de Pearl Harbor.
Le He 70 est surtout connu comme l'ancêtre direct du célèbre Heinkel He 111, qui utilise ses ailes ovale et le fuselage profilé dans une configuration bimoteur. On peut aussi voir la similitude de dessin de la queue et du cockpit des premières versions du He 111. Le He 111, qui a commencé son service dans la Luftwaffe en 1936, est devenu le principal modèle de bombardier dans les premières années de la Seconde Guerre mondiale.
Le design pionnier de Heinkel a également servi de modèle pour le chasseur He 112, qui a été en compétition sans succès contre le Messerschmitt Bf 109 pour être le premier chasseur monoplan de la Luftwaffe. Le He 112 fut néanmoins construit en petit nombre et sa performance a prouvé une fois de plus la force de conception originale du He 70. Le chasseur était essentiellement une version réduite du He 70, avec sa construction entièrement métallique et des ailes mouette inversées.
Le He 70 a été exporté au Japon pour étude et a inspiré le bombardier en piqué léger Aichi D3A (« Val »). Les ailes basses de forme ovale, caractéristiques du He 70, ne sont qu'une des marques de la collaboration entre Heinkel et l'industrie aéronautique japonaise.
On a dit que le He 70 a été une source d'inspiration ou d'influence pour l'aile elliptique plane du Supermarine Spitfire, non sans raisons car un He 70G volait en Angleterre pour tester le moteur Rolls-Royce Kestrel au moment de l'étude du Spitfire. Extrait d'une lettre que RJ Mitchell a écrit à Heinkel après avoir vu l'avion voler équipé du moteur Rolls Royce Kestrel :

« Nous, au Supermarine Aviation, avons été particulièrement impressionnés, car nous avons été incapables d'atteindre ces lignes douces dans l'avion que nous avons présenté au Schneider Trophy Races…
De plus, nous avons récemment étudié l'effet que l'installation de certains nouveaux moteurs chasse britannique aurait sur le He 70, nous avons été consternés de constater que votre nouvel appareil, malgré ses dimensions plus grandes, est sensiblement plus rapide que nos chasseurs. C'est en effet un triomphe. »

Toutefois, Beverly Shenstone, conseiller aérodynamique de RJ Mitchell, a réfuté l'idée que l'aile Spitfire a été copiée sur le He 70. Dans 'Spitfire - A Documentary History' d'Alfred Price, Shenstone est cité comme disant :

« Il a été suggéré que nous, à Supermarine, avions copié la forme de l'aile du He 70. Ce n'était pas ainsi. L'aile elliptique avait été utilisée sur d'autres avions et ses avantages étaient bien connus. Notre aile était beaucoup plus mince que celle du Heinkel et avait une section tout à fait différente. En tout cas, cela aurait été chercher les ennuis que de copier la forme d'aile d'un avion conçu pour un rôle totalement différent. »

Shenstone dit que l'influence du He-70 sur la conception du Spitfire s'est limitée à poser la régularité aérodynamique comme critère ce qui, dans une certaine mesure, est vérifié dans l'extrait de la lettre de Mitchell à Heinkel citée ci-dessus.

## Versions
He 70a
- Le premier prototype.

He 70b
- Deuxième prototype avec équipage de 2 et 4 sièges pour les passagers.

He 70c
- Troisième prototype armé avec une mitrailleuse pour les essais des versions de bombardiers léger, de reconnaissance et de courrier.

He 70d
- quatrième prototype construit en 1934 pour la Lufthansa, motorisé du BMW VI 7,3.

He 70e
- Cinquième prototype construit en 1934 pour la Luftwaffe comme bombardier léger, motorisé du BMW VI 7,3.

He 70A
- version passagers pour la Lufthansa.

He 70D
- version passagers de la Lufthansa, 12 exemplaires construits.

He 70E
- version bombardier léger pour la Luftwaffe, transformée plus tard en version F.

He 70F
- Version reconnaissance / postal pour la Luftwaffe.

He 70F-1
- Version long courrier de reconnaissance.

He 70F-2
- version semblable à la 70F

He 70G
- version passagers construits pour la Lufthansa, convertis en version F après 1937.

He 70G-1
- Un avion équipé du moteur Rolls-Royce Kestrel à pistons de 604 kW (810 ch)

He 70K (170A)
- construction sous licence variante de reconnaissance rapide hongroise équipé d'un moteur en étoile WM-K-14 de 746 kW (1 000 ch) fabriqué aussi sous licence

He 270 V1 (W.Nr. 1973, D-OEHF)
- Prototype avec moteur DB-601Aa en ligne

## Opérateurs

### Opérateurs civils
- Lufthansa a reçu les deux premiers prototypes en 1933 et 1934 ainsi que trois He 70D en 1934 et 10 He 70G en 1935.

 Japon
- Le Service aérien de la Marine impériale japonaise a reçu un appareil pour essais.

 Royaume-Uni
- Rolls Royce acquis un 70G de la RLM, en échange de 4 moteurs Kestrel. Il a été utilisé comme banc d'essai moteur.

### Opérateurs militaires
- Luftwaffe

 Royaume de Hongrie
- La Royal Air Force hongroise a reçu 18 avions 170A construits sous licence.

 État espagnol
- Ejército del Aire a reçu 11 des 30 appareils qui avaient servi à la Légion Kondor.